# 溴乙烯
溴乙烯是一种简单的乙烯基卤化物。它是无色液体。它是由二溴乙烷制成的。它主要用作共聚单体，以赋予丙烯酸酯聚合物阻燃剂性能。

## 反应
它与镁反应，生成格氏试剂。

## 安全问题
乙烯基溴被国际癌症研究机构列为2A类致癌物（对人类很可能有致癌性）。